# William Hoy
William Harry Hoy (novembre 1955) è un montatore statunitense.

## Filmografia

### Montatore
- Senza via di scampo (No Way Out) (1987)
- Assassini silenziosi (Silent Assassins) (1988)
- A Matter of Honor, episodio di "Star Trek: The Next Generation" (1989)
- I migliori (Best of the Best) (1989)
- Balla coi lupi (Dances with Wolves) (1990)
- Rotta verso l'ignoto (Star Trek VI: The Undiscovered Country) (1991)
- Giochi di potere (Patriot Games) (1992)
- Sliver (1993)
- Judicial Consent (1994) alias My Love, Your Honor
- Ripple (1995)
- Virus letale (Outbreak) (1995)
- Shattered Mind (1996) (TV) alias The Terror Inside
- The Repair Shop (1998)
- The Eighteenth Angel (1998)
- La maschera di ferro (The Man in the Iron Mask) (1998/I)
- Houdini (1998) (TV)
- Il collezionista di ossa (The Bone Collector) (1999)
- Madison (2001)
- We Were Soldiers - Fino all'ultimo uomo (We Were Soldiers) (2002)
- Il risolutore (A Man Apart) (2003)
- Io, Robot (I, Robot) (2004)
- I Fantastici 4 (Fantastic Four) (2005)
- 300 (300) (2007)
- I Fantastici 4 e Silver Surfer (Fantastic Four: Rise of the Silver Surfer) (2007)
- Watchmen (2008)
- La leggenda del cacciatore di vampiri (Abraham Lincoln: Vampire Hunter), regia di Timur Bekmambetov (2012)
- Apes Revolution - Il pianeta delle scimmie (Dawn of the Planet of the Apes), regia di Matt Reeves (2014)
- The War - Il pianeta delle scimmie (War for the Planet of the Apes), regia di Matt Reeves (2017)
- Underwater, regia di William Eubank (2020)
- Il richiamo della foresta (The Call of the Wild), regia di Chris Sanders (2020)
- The Batman, regia di Matt Reeves (2022)
- Superman, regia di James Gunn (2025)